# 渡部温
渡部 温（わたなべ おん、天保8年6月20日（1837年7月22日） - 明治31年（1898年）8月7日）は江戸時代末期から明治時代にかけての日本の英学者、教育者、実業家。旧名一郎。姓は渡辺とも表記される。

## 経歴・人物
幕臣で漢学者の渡部重三郎の子として江戸に生まれた。銈一郎と名づけられたが、元服時に一郎と改めた。幕臣の父の転勤に従って長崎と下田に住み、洋学を学んだ。幕府の洋書調所（後に開成所）で英語を教え、大政奉還の後は幕臣を中心として開かれ、西周を頭取（校長）とする沼津兵学校の教授となった（この頃までは旧名「一郎」を用い、維新後に「温」を名乗る）。
廃藩置県後に東京に戻り、新政府に出仕、大蔵省などを経て東京外国語学校校長などを務めた後、漢学の世界に戻って「康煕字典」の校訂をほとんど独力で成し遂げた。
その後、実業界に転じ、渋沢栄一等と共に東京製綱株式会社の設立に参画、同社の初代社長となる。また東京瓦斯（都市ガス普及以前の時代であるが、ガス灯の需要が大きかった）や横浜船渠の開業にも関係している。
生涯に一度も欧米の土を踏んだことがないにもかかわらず、その語学力は群を抜いており、多くの分野での翻訳実績を作った。地学、軍事、経済（アダム・スミスに最初に言及した一人と言われる）などの多方面に及んでいるが、もっとも知られているのが、イソップ物語を翻訳した「通俗伊蘇普物語」であり、これがベストセラーとなり、修身の教育にも採り上げられたために、「イソップで蔵が建った」と噂されるほどの財を築いた。

## 多彩な姻戚関係と沼津兵学校の人脈
- 明治初年の実質4年足らずの短期間であったが、渡部温は沼津兵学校の教授として幕臣人脈の中心にいた。この時、彼は妻の貞（旧姓・成澤）の一家を沼津に呼び寄せ、自邸に住まわせて、自らの長男渡部朔と併せて学問の手ほどきをした。沼津に帯同したのは、貞の父、成澤良作（知恒、元幕府の工兵指図役）、良作の長男（貞の弟）の成澤知行（甚平）（成沢知行)、その弟の鋠（しん）(後の山口鋠）というのが従来の通説であった。しかし近年の研究では良作だけは新政府に出仕し、東京に残っていた事が分かっている[7]。
- 年長の知行（甚平、1848-1929 維新時20歳）は慶應年間に柳河春三の「中外新聞」のスタッフの一人として活動した後、沼津兵学校に学び、後に陸軍中佐となった。
- 児童であった渡部朔は兵学校の付属小学校に学び、まず農芸化学者としてドイツ留学、お雇い外国人マックス・フェスカの「肥培論」を翻訳の傍ら欧州の農協・信用組合の金融機能（ライファイゼン型）に注目し、政府への提言なども行なうが、後に父を継いで東京瓦斯の役員となり、資産家として名高い[要出典]。
- 最年少の鋠は沼津時代は学齢以前だったが、後に東京外国語学校（フランス語）から陸軍士官学校、陸軍戸山学校に学び、陸軍少佐。養子に出たため姓が「山口」となる。1902年の「八甲田雪中行軍遭難事件」の大隊長として責任を問われた「山口少佐」とは、この山口鋠のことである[要出典]。
- 渡部・成澤両家が東京に戻った後に生れた温の次男、渡部康三は、東京音楽学校に学び、1901年3月の、瀧廉太郎留学の送別演奏会で、当日唯一人の管楽器奏者としてコルネットを演奏した。また1903年にケーベル博士らの指導で行なわれた日本人最初のオペラ公演、グルック作曲「オルフェウス」の実現を、主に裏方から支えた。この上演の費用は、実際にはほとんど渡部朔（温の没後、康三にとっては父親代りの存在）が出している。さらに台本の翻訳スタッフだった乙骨三郎は、渡部温の沼津での同僚、乙骨太郎乙の息子であり、二代にわたっての幕臣人脈のつながりが見られる。しかし康三は音楽家としては大成せず、後に造船業に転じている。なお卒業演奏でヴィクトル・ネスラーのオペラ「ゼッキンゲンの喇叭手」からの一部を採り上げているが、その全幕上演は2006年の瀧井敬子企画による山形県長井市まで実現されなかった。(→cf.瀧井敬子「漱石が聴いたベートーヴェン」中公新書1735)
- なお、渡部温の妻・貞の妹を通じての義兄弟に羽賀可伝（前島密の助手として国際郵便制度に貢献するも夭折）、娘婿には高松豊吉（化学）、野坂嘗治（経済学・貿易論）などがいる[要出典]。
- 墓所は谷中霊園にある[要出典]。

## 著作
訳書
- 『陸軍 士官必携』 無尽蔵、1867年（慶応3年・全10冊）
Patrick Leonard MacDougall. The Theory of War. の翻訳。
- 『通俗 伊蘇普物語』 渡部温、1873年4月巻之一-三 ／ 1873年12月巻之四-六 ／ 1975年11月（全6冊）
Thomas James. Aesop's Fables, 1848. および George Fyler Townsend. Aesop's Fables, 1868. の抄訳。
  - 『改正増補 通俗伊蘇普物語』 渡部温、1888年12月
  - 吉野作造編輯代表 『明治文化全集 第十四巻 翻訳文芸篇』 日本評論社、1927年10月 ／ 明治文化研究会編 『明治文化全集 第二十二巻 翻訳文芸篇』 日本評論社、1967年11月 ／ 明治文化研究会編 『明治文化全集 第十五巻 翻訳文芸篇』 日本評論社、1992年10月、ISBN 4-535-04255-1
  - 海後宗臣編纂 『日本教科書大系 近代編第一巻 修身（一）』 講談社、1961年11月
  - 谷川恵一解説 『通俗伊蘇普物語』 平凡社〈東洋文庫693〉、2001年9月、ISBN 4-582-80693-7

編書
- 『標註 訂正康煕字典』 無尽蔵書房、1887年4月（全17冊）
  - 『標註訂正 康煕字典』 講談社、1977年11月、ISBN 4061210335
- 『康煕字典考異正誤』 渡部温、1887年9月（上下巻）
  - 『康煕字典考異正誤』 井田書店、1943年7月

## 関連文献
- 松崎実 「通俗伊蘇普物語解題」（前掲 『明治文化全集 第十四巻 翻訳文芸篇』）
- 堤美智子 「旧幕府御家人渡部温の出版 : 英文及び和訳『伊蘇普物語』について」『花園大学文学部研究紀要』第45号、2013年3月、p.69-87, NAID 110009574879）